# Duarte (Sänger)
Duarte André Barreiros Coxo (* 20. November 1980 in Évora), Künstlername Duarte, ist ein portugiesischer Fado-Sänger.

## Werdegang
Seit seinem siebten Lebensjahr sang Duarte bereits Fado, wendete sich dann aber anderen Musikstilen zu, insbesondere im Bereich des Pop/Rock. Er belegte verschiedene Lehrgänge an der Musikakademie von Évora (2 Jahre Musikgeschichte, 3 Jahre Klavier, 4 Jahre klassische Gitarre), und sang dort im Chor. Nach Abschluss seines Studiums der Klinischen Psychologie 2003 wandte er sich stärker dem Fado zu. Er sang bereits wieder gelegentlich Fado seit 1997, seit 2001 regelmäßig in Lokalen seiner Heimatstadt.
2004 stellte er sein Debütalbum vor, wo er Gedichte von Fernando Pessoa, Aldina Duarte und Maria Teresa Grave sang, neben eigenen Stücken. Er gab daraufhin Konzerte in Portugal und Spanien, die Zeitung Público nahm ein Stück von ihm auf ihre Fado-Compilation 100 Anos do Fado, und er erhielt ein regelmäßiges Engagement im Lissaboner Fado-Lokal Senhor Vinho der Fado-Sängerin Maria da Fé.
Nach verschiedenen Auftritten im Fernsehen und im Radio verlieh ihm 2007 die Stadt Arraiolos eine kulturelle Anerkennungsmedaille, nachdem die Stiftung Amália Rodrigues ihren Preis für die "Neuentdeckung des Jahres" der Kategorie Männliche Stimme 2006 an ihn vergab. Auf Einladung der griechischen Komponistin Evanthia Reboutsika und der Sängerin Elli Paspala ging er 2007 für eine Konzertsaison an das Polis-Theater in Athen. Nach Griechenland kehrte er im folgenden Jahr zurück, um auf Chios auf dem 1. Musikfestival des Mittelmeeres 2008 zu singen. Im gleichen Jahr sang er in Guinea-Bissau und trug mit einem selbstkomponierten Stück auf Einladung des Regisseurs José Fonseca e Costa zu dessen Film Os Mistérios de Lisboa or What the Tourist Should See bei, der Verfilmung des gleichnamigen Lissabon-Reiseführers von Fernando Pessoa aus dem Jahr 1925.
2009 veröffentlichte er sein zweites Album und sang 2010 u. a. in Macau.
Sein fünftes Album No lugar dela erschien 2021 und wurde mit dem renommierten Schallplattenpreis Prémio Carlos Paredes ausgezeichnet.

## Diskografie
- 2004: Fados Meus
- 2009: Aquelas Coisas da Gente
- 2015: Sem dor nem piedade
- 2018: Só a cantar
- 2021: No lugar dela